# Yoon Byung-in
Yoon Byung-in est un grand maître d'arts martiaux nord-coréen, né le 18 mai 1920, mort le 3 avril 1983. 

## Biographie
Il a contribué à la diffusion du kung fu en Corée après la Seconde guerre mondiale, après avoir étudié le karaté au Japon et en Chine.
En 1951, pendant la guerre de Corée, il rejoint la Corée du Nord. Alors que son sort avait été ignoré en Occident à partir de cette date, sa vie en Corée du Nord est connue depuis décembre 2005, à l'occasion d'une rencontre à Séoul entre des membres de la famille de Yoo Byung-in et du maître américain d'arts martiaux (et qui a suivi l'enseignement de Yoo Byung-in) Kim Soo.
Il a enseigné les arts martiaux en Corée du Nord, en particulier le gyuck-sul (une stratégie de combat) de janvier 1966 à août 1967. Il a également mis en place l'enseignement du taekwondo en Corée du Nord.
Ayant travaillé dans une usine de ciment, Yoon Byung-in est mort d'un cancer des poumons en 1983.